# Setra S 328 DT
De Setra S 328 DT is een dubbeldeks touringcarmodel, geproduceerd door de Duitse busfabrikant Setra. Dit model bus is in 1992 geïntroduceerd en werd in 2001 vervangen door de Setra S 431 DT.

## Inzet
Dit type bus wordt veelal ingezet bij touringcarbedrijven voor toerisme in onder andere Duitsland, Letland en Zweden. De meeste bussen zijn inmiddels uit dienst of geëxporteerd.
| Bedrijf                       | Serie   | Aantal | Inzet                    | Opmerking |
| België                        | België  | België | België                   | België |
| ----------------------------- | ------- | ------ | ------------------------ | --- |
| Bus De Polder                 | 465172  | 1      | Snelbuslijnen in Limburg | Voormalig De Duinen |
| De Duinen                     | CQT-420 | 1      | ??                       | Verkocht aan Bus De Polder (met nieuw kenteken)                                                                             |
| Heidebloem                    | 463108  | 1      | Snelbuslijnen in Limburg | Buiten dienst Droeg aan de buitenkant nummer 863108                                                                         |
| Duitsland                     |         |        |                          | |
| Pannenbecker                  | 6       | 1      | ??                       | Verkocht aan Senõr Svensson Resor AB uit Gnarp                                                                              |
| Nederland                     |         |        |                          | |
| Van Fraassen                  | 457     | 1      | Tourvervoer              | Inmiddels buiten dienst |
| Letland                       |         |        |                          | |
| SIA Pulss                     | ??      | 1      | ??                       | Voormalig Din Resa Morgan Örnéus AB, daarvoor Senõr Svensson Resor AB, daarvoor Pennenbecker                                |
| Zweden                        |         |        |                          | |
| Adriatic Buss NL AB           | ??      | 1      | Toervervoer              | Voormalig Mohlins Bussar AB, daarvoor tijdelijk Wist Last & Buss AB, daarvoor Mohlins Bussar AB, daarvoor Torsby Buss AB    |
| Bergkvarabuss AB              | 071     | 1      | Toervervoer              | Deze bus is een tweedehands bus afkomstig van een Duits bedrijf.                                                            |
| Bergkvarabuss AB              | 175     | 1      | Toervervoer              | |
| Bussa Göran Åkeri AB          | ??      | 1      | Toervervoer              | Voormalig Skånebuss AB Verkocht aan een particulier (Göranssons Buss)                                                       |
| Din Resa Morgan Örnéus AB     | ??      | 1      | Toervervoer              | Voormalig Senõr Svensson Resor AB, daarvoor Pennenbecker (Duitsland) Verkocht aan SIA Pulss in Riga, Letland                |
| Göranssons Buss (particulier) | ??      | 1      | ??                       | Voormalig Bussa Göran Åkeri AB, daarvoor Skånebuss AB. Verkocht aan I. Carlund Buss AB                                      |
| I. Carlund Buss AB            | ??      | 1      | Toervervoer              | Voormalig particulier (Göranssons Buss), daarvoor Bussa Göran Åkeri AB, daarvoor Skånebuss AB. Verkocht aan een particulier |
| Mohlins Bussar AB             | ??      | 1      | Toervervoer              | Voormalig Torsby Buss AB Tijdelijk verhuurd aan Wist Last & Buss AB Verkocht aan Adriatic Buss NL AB                        |
| Senõr Svensson Resor AB       | ??      | 1      | Toervervoer              | Voormalig Pannenbecker (Duitsland) Verkocht aan Din Resa Morgan Örnéus AB uit Örebro                                        |
| Skånebuss AB                  | ??      | 1      | Toervervoer              | Verkocht aan Bussa Göran Åkeri AB                                                                                           |
| Torsby Buss AB                | ??      | 1      | Toervervoer              | Verkocht aan Mohlins Bussar AB                                                                                              |
| Wist Last & Buss AB           | ??      | 1      | Toervervoer              | Voormalig Mohlins Bussar AB, daarvoor Torsby Buss AB Tijdelijk gehuurd van Mohlins Bussar AB                                |

## Verwante bustypen

### ComfortClass
- S 315 GT - 12 meteruitvoering (2 assen)
- S 315 GT-HD - 12 meter verhoogde uitvoering (2 assen)
- S 317 GT-HD - 14 meter verhoogde uitvoering (3 assen)
- S 319 GT-HD - 15 meter verhoogde uitvoering (3 assen)

### TopClass
- S 309 HD - 9 meteruitvoer (2 assen)
- S 312 HD - 10 meteruitvoer (2 assen)
- S 315 HD - 12 meteruitvoer (2 assen)
- S 315 HDH - 12 meter verhoogde uitvoering (2 assen)
- S 315 HDH-3 - 12 meter verhoogde uitvoering (3 assen)
- S 316 HDS - 13 meter verhoogde uitvoering (3 assen, dubbeldeks)
- S 317 HDH-3 - 14 meter verhoogde uitvoering (3 assen)